# LISTSERV
LISTSERV - system obsługi list dyskusyjnych, pierwotnie zaprojektowany dla systemu operacyjnego IBM VM. Początkowo wykorzystywany w sieciach BITNET i EARN, potem także w Internecie. 